# 炎亭镇
炎亭镇是中华人民共和国浙江省温州市苍南县下辖的一个镇。
2016年1月23日，浙江省人民政府批复同意调整金乡镇管辖范围，增设炎亭镇，镇政府驻文兴路88号。

## 行政区划
炎亭镇下辖以下村级行政区划单位：
西沙村、东沙村、崇家岙村、新兴村、振兴村和海口村。